# Coelichneumon imperiosus
Coelichneumon imperiosus là một loài tò vò trong họ Ichneumonidae.